# Vovkove, Ujhorod
Vovkove (în ucraineană Вовкове) este un sat în așezarea urbană Serednie din raionul Ujhorod, regiunea Transcarpatia, Ucraina.

## Demografie
Componența lingvistică a localității Vovkove
     Ucraineană (99,41%)
     Alte limbi (0,39%)
Conform recensământului din 2001, majoritatea populației localității Vovkove era vorbitoare de ucraineană (99,41%), existând în minoritate și vorbitori de alte limbi.